# هیو ویلیامز
هیو ویلیامز (انگلیسی: Hugh Williams؛ ‏ ۶ مارس ۱۹۰۴ – ۷ دسامبر ۱۹۶۹) بازیگر و فیلم‌نامه‌نویس اهل بریتانیا با اصالت ولزی بود. نام اصلی وی هیو آنتونی گلَنمور ویلیامز بود. این هنرمند بازیگر نقش اول فیلم‌های بریتانیایی در دههٔ ۳۰ میلادی بود.
از فیلم‌هایی که وی در آن نقش داشته است می‌توان به بلندی‌های بادگیر، جنایت بی‌نقص و خارطوم اشاره کرد.